# TS Riemann Eutin
Die Turnerschaft „Riemann von 1821“ Eutin ist ein Sportverein aus der ostholsteinischen Kreisstadt Eutin. Der Verein erlangte regionale Bekanntheit durch seine erste Herren-Handballmannschaft, die mehrere Jahre in der Regionalliga spielte und sowohl als eigenständiger Verein als auch als Teil der SG Riemann/HTC Eutin am DHB-Pokal teilnahm.

## Geschichte
Der Verein wurde 1880 als Männerturnverein von 1880 Eutin gegründet und berief sich auf die Tradition der von Heinrich Riemann ersten in Eutin gegründeten Gruppe von Schülern, die regelmäßig zu Turnübungen zusammenkamen. Dementsprechend erfolgte am 28. Dezember 1932 die Umbenennung zur Turnerschaft „Riemann von 1821“ Eutin. Zuvor hatte der Verein die Mitglieder des aufgelösten Damenturnvereins (1920) sowie eines Militärsportvereins (Anfang der 1930er-Jahre) übernommen.
Auf dem deutschen Turnfest 1958 in München wurde er als einer der vier ältesten Turnvereine in Deutschland ausgezeichnet.

## Handball
Während in der frühen Nachkriegszeit der Lokalrivale PSV Eutin die erfolgreichste Handball-Sparte in der Stadt stellte, nahm die TS Riemann diese Rolle ab den 80er-Jahren ein. Die Jugendabteilung gehörte bereits Ende der 70er-Jahre zu den erfolgreichsten im Land und konnte mehrere Landesmeisterschaften, zwei norddeutsche Meisterschaften und mit der männlichen Jugend C 1980 auch eine deutsche Meisterschaft erringen. Die Männermannschaft stieg 1985 in die Oberliga Schleswig-Holstein auf und konnte dort bereits vier Jahre später die Meisterschaft und den damit verbundenen Aufstieg in die Regionalliga erreichen. 1986/87 qualifizierte man sich auch erstmals für den DHB-Pokal und unterlag dort in der 1. Runde dem TSV Germania Tetenhusen mit 28:29 nach Verlängerung.
In der Regionalliga Nord etablierten sich die Eutiner zunächst im Mittelfeld, ehe sie nach dem Beitritt des HVSH zum NOHV in die Regionalliga Nordost wechseln mussten. In der Spielklasse, die nach der Wiedervereinigung zunächst in zwei Staffeln ausgetragen wurde, platzierte sich die TS Riemann im oberen Mittelfeld, allerdings konnte sie sich nicht für die Aufstiegsrunde zur 2. Bundesliga qualifizieren. Aufgrund von Nachwuchssorgen schloss sich die TSR 1994 mit dem HTC Eutin zur SG Riemann/HTC Eutin zusammen.
Nach Auflösung der Spielgemeinschaft traten die Handballer der TS Riemann wieder unter ihrem alten Namen an, waren jedoch Mitte der 2000er-Jahre zeitweise gar nicht mehr im Spielbetrieb vertreten. Nachdem die Turnerschaft von 2012 bis 2014 gemeinsam mit Eutin 08 die HSG Eutin bildete, schlossen sich die beiden Vereine 2014 mit dem TSV Malente und dem TSV Dörfergemeinschaft zur HSG Holsteinische Schweiz zusammen.

### Erfolge
- 1979: Norddeutscher Meister in der männlichen Jugend B
- 1980: Norddeutscher und Deutscher Meister in der männlichen Jugend C
- 1984: Norddeutscher Meister in der männlichen Jugend A
- 1989: Gewinn der Männer-Oberliga Schleswig-Holstein und Aufstieg in die Regionalliga Nord